# Военно-промышленный комплекс КНДР
Военно-промышленный комплекс КНДР — совокупность научно-исследовательских, испытательных организаций и производственных предприятий КНДР, которые выполняют разработку, производство и постановку на вооружение военной и специальной техники, амуниции, боеприпасов для Вооруженных Сил Корейской Народно-Демократической Республики.

## Производство
Военно-промышленный комплекс КНДР производит различную военную технику, включая танки, военные корабли, военные самолёты и наземное вооружение. Одной из наиболее известных и контроверсиальных военных технологий, которую производит КНДР, является ядерное оружие. Также КНДР производит баллистические ракеты, в том числе интерконтинентальные, которые могут доставлять ядерные боезаряды на большие расстояния. Кроме того, КНДР известна производством крылатых ракет, мин и других видов взрывчатых веществ.
На нужды обороны, включающие поддержание ВПК, в госбюджете КНДР выделяется около 16 % средств. В то время как ранее в Северной Корее провозглашалась стратегия равномерного развития оборонного и гражданского секторов экономики, в период правления Ким Чен Ира развитию военного сектора индустрии был дан больший приоритет. За весь период существования КНДР её оборонный комплекс развивался с большей интенсивностью, чем ВПК СССР и КНР. Экономику КНДР, в связи с этим, можно назвать самой милитаризованной экономикой в мире.

## История
В истории Корейской Народно-Демократической Республики КНДР военно-промышленный комплекс является одной из наиболее важных отраслей экономики. Создание ВПК началось сразу после основания государства в 1948 году, когда были созданы первые производственные предприятия по выпуску оружия и боеприпасов.
Вплоть до середины 1960-х годов КНДР получала большую финансовую поддержку от Советского Союза, и это позволило стране существенно развить свой ВПК. В 1970-х годах КНДР начала активно покупать оружие и технологии за рубежом, включая новейшее вооружение из Советского Союза, Франции и других стран.
Одним из ключевых элементов мощного ВПК КНДР стали ядерные программы. Они начались ещё в 1950-х годах, когда страна получила техническую помощь от СССР. К 2000 году КНДР уже являлась ядерной державой, что вызвало серьёзное беспокойство международного сообщества.
Однако, несмотря на относительно большие обороты ВПК, экономическая и продовольственная ситуация в КНДР оставалась крайне напряженной, особенно в период после распада СССР. Санкции и блокады со стороны международного сообщества также оказывали негативное влияние на развитие экономики страны.
Несмотря на это, правительство КНДР продолжает инвестировать значительные ресурсы в развитие ВПК, чтобы обеспечить защиту государственной безопасности страны. Сегодня, КНДР продолжает поддерживать свою ядерную программу, несмотря на противодействие международного сообщества, также ежегодно проводятся крупные военные учения, направленные на повышение мощности армии КНДР.

## Гиперзвуковое оружие
Как и многие другие аспекты военной технологии КНДР, информация о гиперзвуковом оружии в стране остается секретной. Однако, в последние годы в КНДР были проведены несколько успешных испытаний баллистических ракет, которые могут достигать гиперзвуковых скоростей (более 5-6 Мах), что может указывать на наличие гиперзвукового оружия.
Кроме того, некоторые эксперты считают, что КНДР может использовать гиперзвуковое оружие в качестве способа усиления обороноспособности страны и ответа на возможную агрессию со стороны США. Однако, точная информация об этом пока отсутствует и требует дальнейшего исследования.

## Военные инструкторы КНДР и поставки оружия за границу
Африка
По некоторым данным, КНДР отправляет своих военных инструкторов в Африку для тренировки местных военных и сил безопасности. Среди стран-партнеров в этой сфере могут быть Мали, Эритрея и другие. Такое сотрудничество вызывает опасение международного сообщества, так как корейский режим известен своими нелояльными или враждебными позициями по отношению к некоторым западным странам. Кроме того, отмечается, что такое сотрудничество может нарушать международные санкции, введенные против КНДР.
Ближний Восток
Не было официальных заявлений о том, что военные инструкторы из КНДР работают на Ближнем Востоке. Однако в последнее время наблюдалось укрепление отношений между КНДР и некоторыми странами региона, такими как Сирия и Иран. Многие эксперты считают, что в случае активных сотрудничеств между КНДР и этими странами, возможно, что военные специалисты из КНДР будут направляться в эти страны для оказания консультационной помощи и тренинга.

## Реализация продукции
КНДР считается одной из ведущих стран в мире по производству военной продукции. Однако, из-за суровых санкций и ограниченных ресурсов, эта отрасль в экономике страны не является основной.
Согласно различным оценкам, КНДР производит ракеты средней и малой дальности, а также ядерные бомбы. В последние годы страна продемонстрировала свою способность доставлять ядерные боеприпасы на дальние расстояния с помощью баллистических ракет.
Наиболее известной является ракета «Тэподонг», которая была протестирована в 2017 году и способна доставить ядерный боеприпас на территорию США. Кроме того, КНДР производит различное военное снаряжение, включая танки, бронированные машины и самолёты.
Однако из-за ежегодных санкций и ограниченного доступа к современным технологиям качество представляемых продуктов нельзя назвать высоким. Кроме того, многие эксперты полагают, что часть военного оборудования, производимого в КНДР, имеет устаревшие характеристики и не может соответствовать мировым стандартам.
Также стоит отметить, что часть военной продукции КНДР демонстрируется на парадах, которые проводятся по случаю различных праздников страны. Однако, не всегда показанный образец является действительно работающим, а часто является моделью, сделанной только для демонстрационных целей.

## Выпускаемая техника и оборудование
Танки:
- «Сонгун-915»
- «Чхонмахо»

Реактивная система залпового огня
(РСЗО):
- «KH-09»

Самоходные артиллерийские установки (САУ):
- «Коксан»

Зенитные самоходные установки
(ЗСУ):
- «SA-13»

Зенитно-ракетный комплекс
(ЗРК):
- «KN-06»